# Anne Shelton (courtisane)
Pour les articles homonymes, voir Anne Shelton et Shelton.
Anne Shelton, née Boleyn (28 novembre 1475 - 6 janvier 1555), est une aristocrate anglaise, sœur aînée de Thomas Boleyn, premier comte de Wiltshire, et une tante de sa fille, la future reine Anne Boleyn qui fut la deuxième femme du roi Henri VIII d'Angleterre et mère d'Élisabeth. Dame Shelton est la gouvernante de Marie et d’Élisabeth, les enfants royaux d'Henri VIII.

## Sa vie
Anne Boleyn, née à Blickling dans le Norfolk, est la fille de William Boleyn et de Margaret Butler, elle-même fille de Thomas Butler, 7e comte d'Ormonde et de Jeanne de Beauchamp. Elle épouse sir John Shelton avant 1503 avec lequel elle a trois fils et six filles.
En 1533, dame Shelton et sa sœur lady Alice Clere sont nommées responsables de la maison de la fille du roi, Marie, récemment déclarée bâtarde par son père, Henry VIII, consécutivement à la naissance de sa demi-sœur Élisabeth,. En 1534, Anne devient gouvernante de Marie et d'Élisabeth. Il existe certaines preuves écrites attestant de la sévérité de dame Shelton à l'égard de la jeune Marie, se moquant souvent de son statut de « fille de roi », destituée et punie, par son père, à être dame de compagnie de sa propre demi-sœur devenue princesse et seule prétendante à la succession du trône d'Angleterre,. Cependant rien n'indique l'usage de châtiments corporels. Dame Shelton a reçu des lettres de la reine Anne critiquant la conduite de Marie, qui refusait alors de reconnaître légitime tant le récent mariage de son père que la nouvelle reine. En juillet 1536, son mari sir John Shelton devint contrôleur des maisons de Marie et d'Élisabeth à Hatfield Palace,. Paradoxalement, Anne Shelton prit la défense de Marie lorsque, peu de temps après la perte de son père, le Duc de Norfolk et Lord Rochford firent pression sur elle quant à sa trop grande gentillesse et son trop grand respect à l’égard de Marie et qu'elle devait la traiter comme une bâtarde. Eustache Chapuys, l'Ambassadeur du Saint Empire romain germanique, rapporte qu'elle leur avait courageusement répondu « que même si Marie était la bâtarde d'un pauvre homme, elle méritait honneur et de bons traitements au regard de sa grande bonté et de ses vertus ».
Dans la même année, cinq femmes avaient été nommées pour servir la reine Anne Boleyn durant son emprisonnement à la tour de Londres. Elles devaient, en outre, rapporter tout ce que leur disait la reine au lieutenant de la Tour, sir William Kingston, et à travers lui, au ministre en chef, Thomas Cromwell. Parmi ces femmes, il y avait dame Shelton qui s'était probablement fâchée avec la reine lors de l'aventure sentimentale que le roi avait eue avec "Madge" - cousine germaine de la reine et une des filles de dame Shelton. Les autres femmes étaient l'épouse de sir William Kingston, dame Marie de Kingston; la tante par alliance de la reine Anne, lady Elisabeth Boleyn; la femme du maître des écuries, lady Margaret Coffin et Elisabeth Stoner, épouse du roi de Sergent d'arme. Sir William Kingston les décrit comme des femmes « honnêtes et de bonnes femmes », mais la reine Anne, pour sa part, avait écrit que c'était « une grande méchanceté du roi de procéder ainsi avec elle alors qu'elle ne les a jamais aimées ». Le 19 mai 1536, la reine Anne Boleyn fut exécutée comme le fut quelque temps auparavant son frère George.
Dame Shelton devint veuve le 21 décembre 1539, laissant la famille dans de graves problèmes financiers. Son mari fut enterré dans le chœur de l'église de Shelton. Il a été dit qu'il avait été « un homme de grands biens », qu'il a cherché à les transmettre à ses héritiers contrairement à la loi des usages. Lorsque le stratagème contournant la fiscalité foncière fut révélé, après la mort de son mari, les avocats impliqués furent punis, et une loi du parlement fut adoptée pour contrecarrer « l'astucieux moyens de transfert ». Lorsqu'Élisabeth fut persécutée au début du règne de Marie, elle put se réfugier sur le domaine des Shelton. Et quand le manoir ne lui paraissait pas suffisamment protégé, elle se cachait alors dans la tour de l'église où elle avait son propre banc. Une fois intronisée, Élisabeth accueillit toute la famille de sa tante qui vécut à la cour durant tout son règne.

## Sa mort
Anne Shelton est morte le 8 janvier 1556, à Norwich. Son lieu d'inhumation n'est pas définitif et fait encore l'objet de débats. Ses dernières volontés ont été exécutées par les compétences de la cour de Canterbury, le 1er juin 1556.

## Questions historiques
Les historiens ont débattu pour savoir si lady Shelton et lady Coffin étaient encore à son service, les semaines précédant son exécution; et si Anne Shelton était l'une des « quatre jeunes femmes » à servir et à escorter la reine à l'échafaud.
Une des six filles de dame Shelton, surnommée "Madge", est susceptible d'avoir été la maîtresse d'Henri VIII mais les historiens ignorent s'il s'agit de Marguerite ou de Marie.
Les historiens ignorent si elle a été enterrée dans l'église de Shelton ou dans l'abbaye de Carrow, mais l'église Sainte-Marie de Shelton a un vitrail de sa personne.
| Nom               | Naissance | Décès                | Notes |
| ----------------- | --------- | -------------------- | --- |
| John Shelton      | 1500      | Novembre 1558        | 22e lord de Shelton, marié à Margaret Parker, fille de Henry Parker, 10e Baron Morley et la sœur de Jane Boleyn, Vicomtesse Rochford |
| Margaret Shelton  | inconnu   | Avant le 11 Sep 1583 | marié Thomas Wodehouse (ou Woodhouse)                                                                                                |
| Ralph Shelton     | inconnu   | 26 septembre 1561    | épouse Amy Wodehouse (ou Woodhouse) la sœur de Thomas, époux de Margaret                                                             |
| Thomas Shelton    | inconnu   | Après 1579           | épousé Anne Appleyard |
| Anne Shelton      | vers 1505 | 1563                 | épouse Edmund Knyvet ; puis, en secondes noces, épouse Christopher Coote, Esq.                                                       |
| Marie Shelton     | inconnu   | 8 Jan 1570           | épouse Sir Anthony Heveningham ; puis, en secondes noces, épouse Philippe Appleyard                                                  |
| Gabriella Shelton | inconnu   | Oct 1558             | mort sans problème |
| Emma Shelton      | inconnu   | Après 1556           | mort sans problème. |
| Elisabeth Shelton | inconnu   | Après 1561           | mort sans problème |

## Ouvrages
- S.T. Bindoff, The House of Commons 1509-1558, vol. III, Londres, Secker & Warburg, 1982
- Joseph S. Block, Shelton family (per. 1504–1558), gentry, Oxford Dictionary of National Biography, 2006 (lire en ligne)
- Carolly Erickson, Anne Boleyn, Londres, 1978
- Jonathan Hughes, Boleyn, Thomas, earl of Wiltshire and earl of Ormond (1476/7–1539), courtier and nobleman, Oxford Dictionary of National Biography, 2007 (lire en ligne)
- E.W. Ives, Anne (Anne Boleyn) (c.1500–1536), queen of England, second consort of Henry VIII, Oxford Dictionary of National Biography, 2004 (lire en ligne)
- Douglas Richardson, Plantagenet Ancestry : A Study in Colonial and Medieval Families, Baltimore, Maryland, Genealogical Publishing Company Inc., 2004 (lire en ligne)
- Z.F. Shelton, The Sheltons, Montgomery, Alabama, 1962, p. 9
- Alison Weir, The Six Wives of Henry VIII, New York, Grove Weidenfeld, 1991
- Alison Weir, The Lady in the Tower : The Fall of Anne Boleyn, Londres, 2009
- Triumphs of English : henry Parker, Lord Morley, Translator to the Tudor Court; New Essays in Interpretation, The British Library, 2000

## Sites
- (en) « Généalogie d' Anne Shelton », 2015 (consulté le 19 décembre 2018)
- (en) « La famille Shelton », 2015 (consulté le 19 décembre 2018)